# Wola Augustowska
Wola Augustowska (deutsch Estherwalde, auch Esterwalde) ist eine ehemalige sächsische Exulantenkolonie. Sie gehört heute zum Dorf Giebułtów (deutsch Gebhardsdorf) in der Landgemeinde Mirsk (Friedeberg am Queis) im Powiat Lwówecki in der Woiwodschaft Niederschlesien in Polen. Sie wurde 1710 von deutschen Böhmen angelegt.

## Geographie
Wola Augustowska liegt ostwärts des Dorfes Giebułtów, deutsch Gebhardsdorf, im historischen Queiskreis in der östlichen Oberlausitz. Die Höhe über dem Meeresspiegel liegt zwischen 362 und 400 Metern. Östlich der Ortschaft fließt der ehemalige Grenzfluss zu Schlesien, der Schwarzbach. Die Kolonie untergliedert sich in eine Ringanlage und eine Erweiterung als Reihendorf nach Norden. Die Exulantenkolonie entstand 1710 auf dem Gelände der Gebhardsdorfer Bauernstelle Nr. 1.

## Geschichte
Estherwalde wurde 1710 durch Heinrich V. von Üchtritz gegründet und nach seiner Tochter Esther Johanna benannt. Der Gutsherr verkaufte 1710 die Gärtnerstellen für 60 Taler mit 5 % Jahreszinsen, zuzüglich 20 Silbergroschen als jährliches Geld für Hutung u. a. Sechs auswärtige Personen (Exulanten) kauften die Stellen 1 bis 6. 1716 ergänzten dann fünf weitere Stellen, 31 bis 35, den Ort. 1717 entstanden die Hausstellen 7 bis 13. Danach wurde Estherwalde zur selbständigen Gemeinde erklärt. Ende des 18. Jahrhunderts erweiterte sich die Kolonie noch nach Norden um die Stellen 36 bis 44.
Im Ort begann um 1710 die Einrichtung eines Schöffengerichts mit Niederer Gerichtsbarkeit. Durch einen Scholz namens Gottfried Kretschmar, von Beruf Einrenker (Arzt) ausgeübt. Der Kretscham wurde im Haus Nr. 6, im Gasthof Zum Goldenen Knopf, eingerichtet. Bis 1874 folgten neun Ortsrichter, die gleichzeitig auch Gemeindevorsteher waren.
1879 wurde die Ortschaft behördlich dem Amtsgericht Friedeberg zugeteilt und dem Landesgerichtsbezirk Hirschberg unterstellt.
1945, nach Kriegsende, fiel die Kolonie an Polen und wurde in Wola Augustowska umbenannt. Die deutsche Bevölkerung wurde vertrieben.

## Häuser der Exulanten
Die Häuser 2 bis 18 sind in ihrem Ursprung als Kolonistenhäuser nicht mehr vorzufinden, sie wurden überbaut oder wie Nr. 9 abgerissen. Dies ist wahrscheinlich der einfachen Bauweise der ersten Siedlungshäuser geschuldet. Die zweite Generation der Hausbauten des 18. Jahrhunderts ist noch anzutreffen. Das Haus Nr. 20 zeigt noch die Bauweise eines aufgesetzten Fachwerkes, ein weiteres großes Bauernhaus weist gemauerte Fenster- und Türbögen auf. Letzteres ist in gleicher Art noch im Unterdorf als ehemalige Raststätte, Gustav Elsel's Gasthaus zur Grenze, an der Grenzstraße (Graniczna 5) anzutreffen.

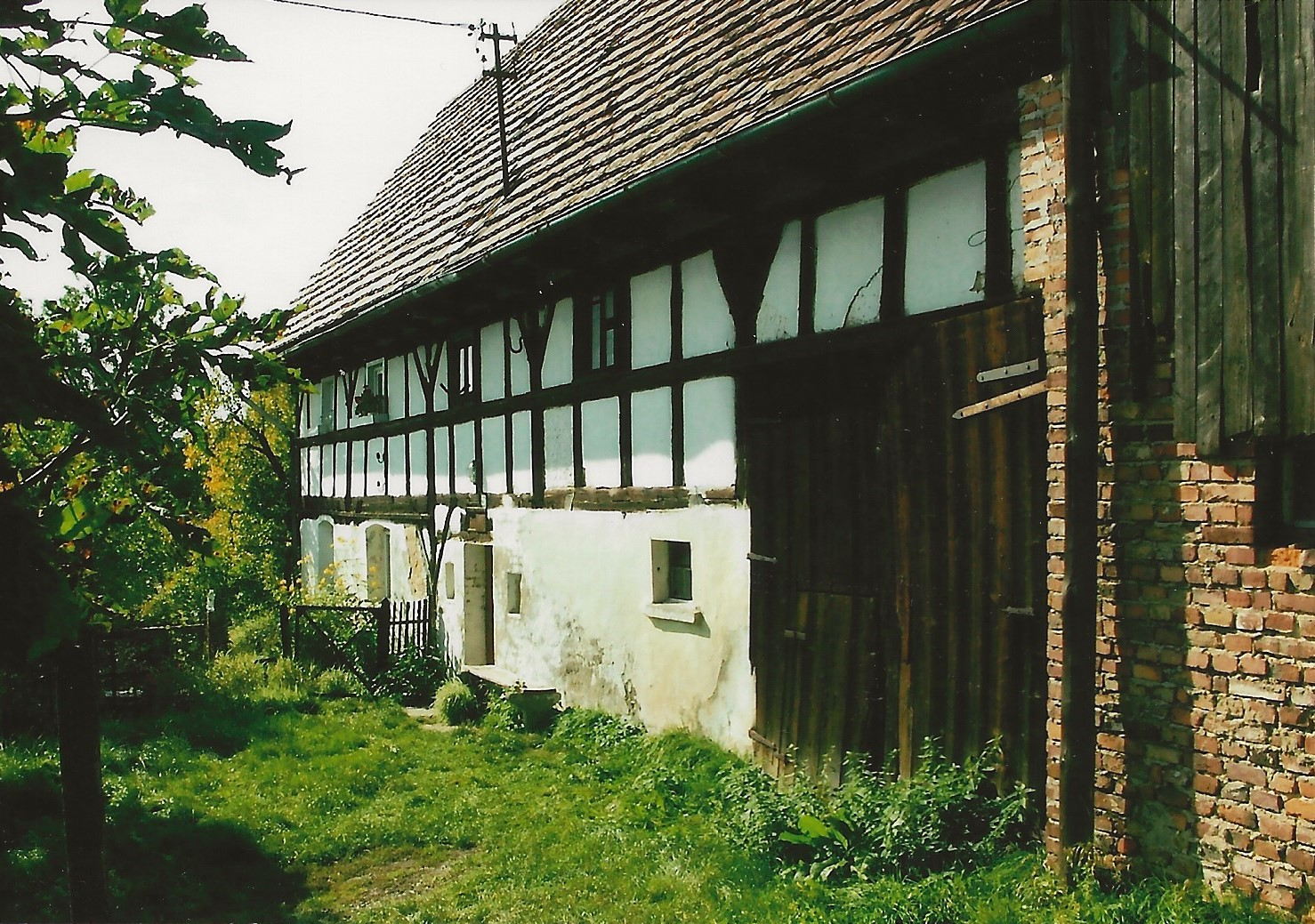
Estherwalde Nr. 20, Fachwerk 18. Jhrh. Ostseite
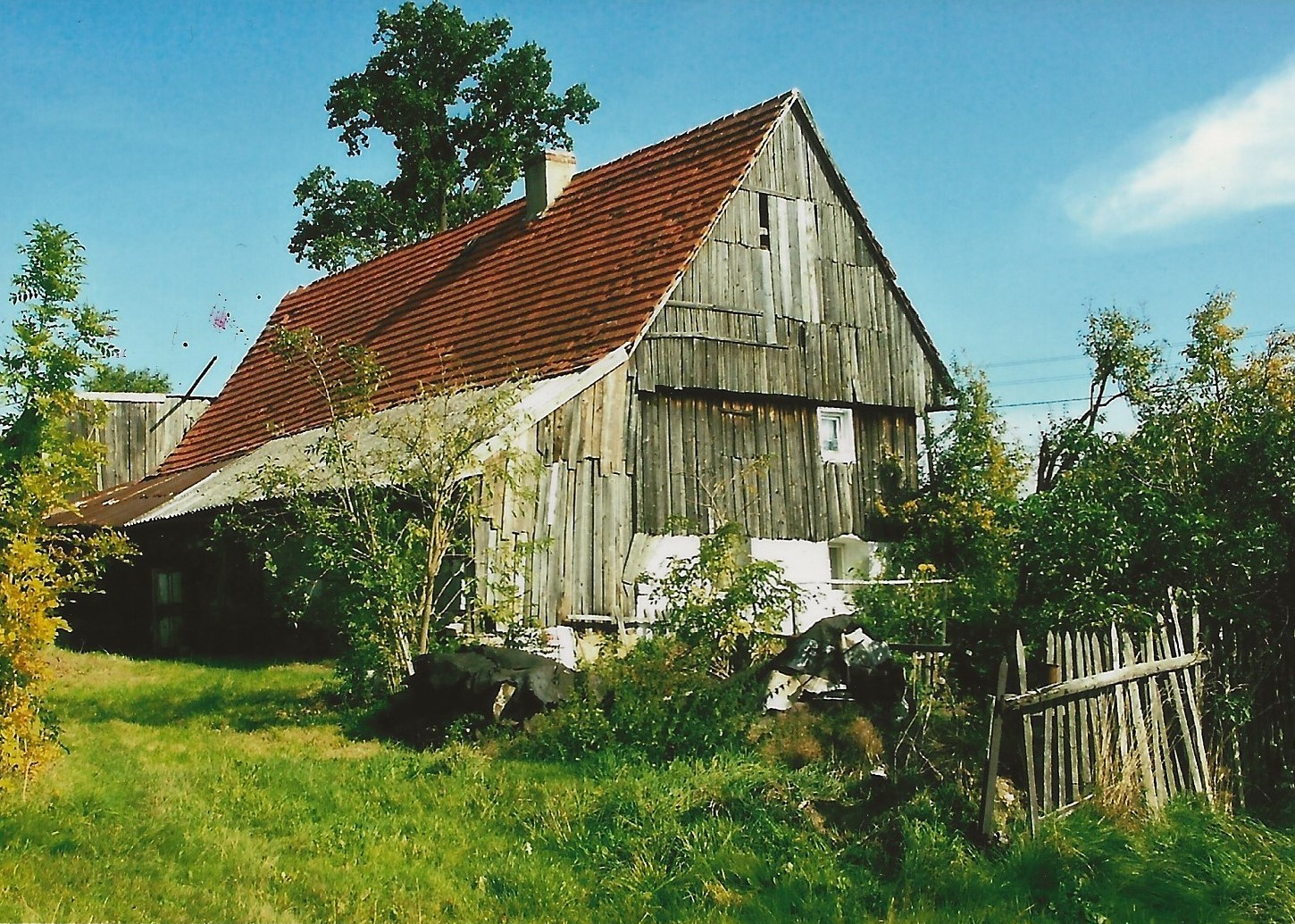
Haus Nr. 20, Giebelbretterverschalung der Südseite
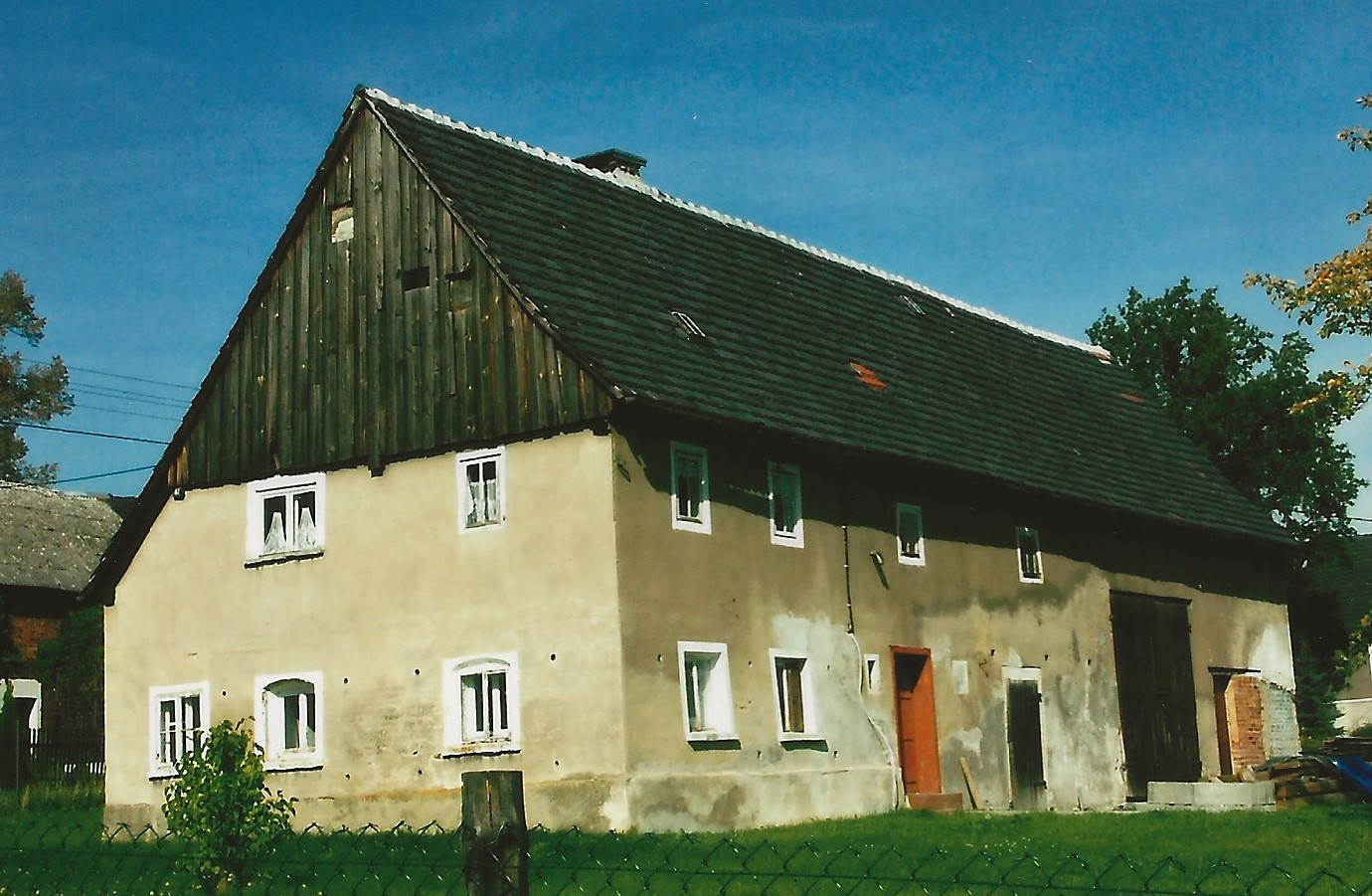
Bauernhaus mit Bögen an Fenster u. Türen
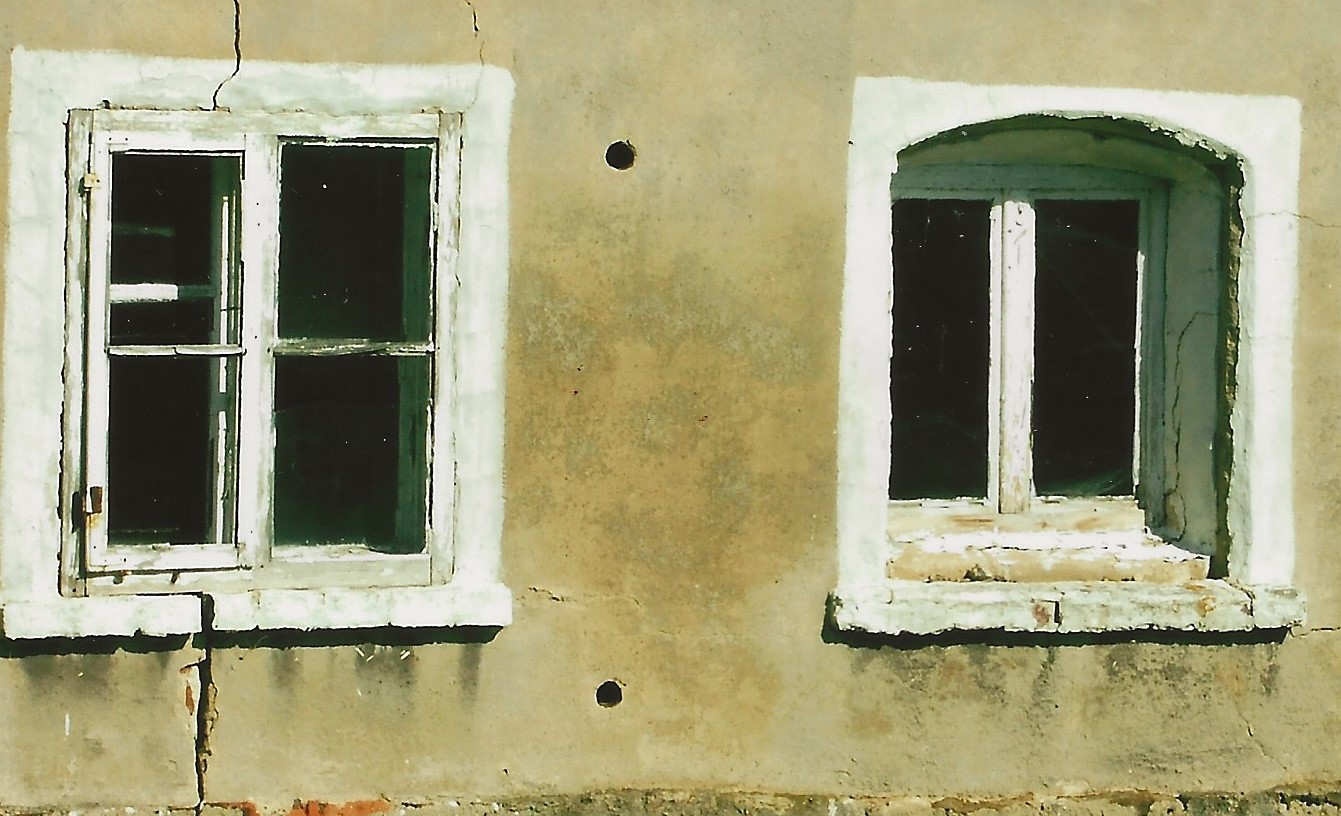
Bogenmauerung des 18. Jahrhunderts

## Exulanten und Glaubensprobleme

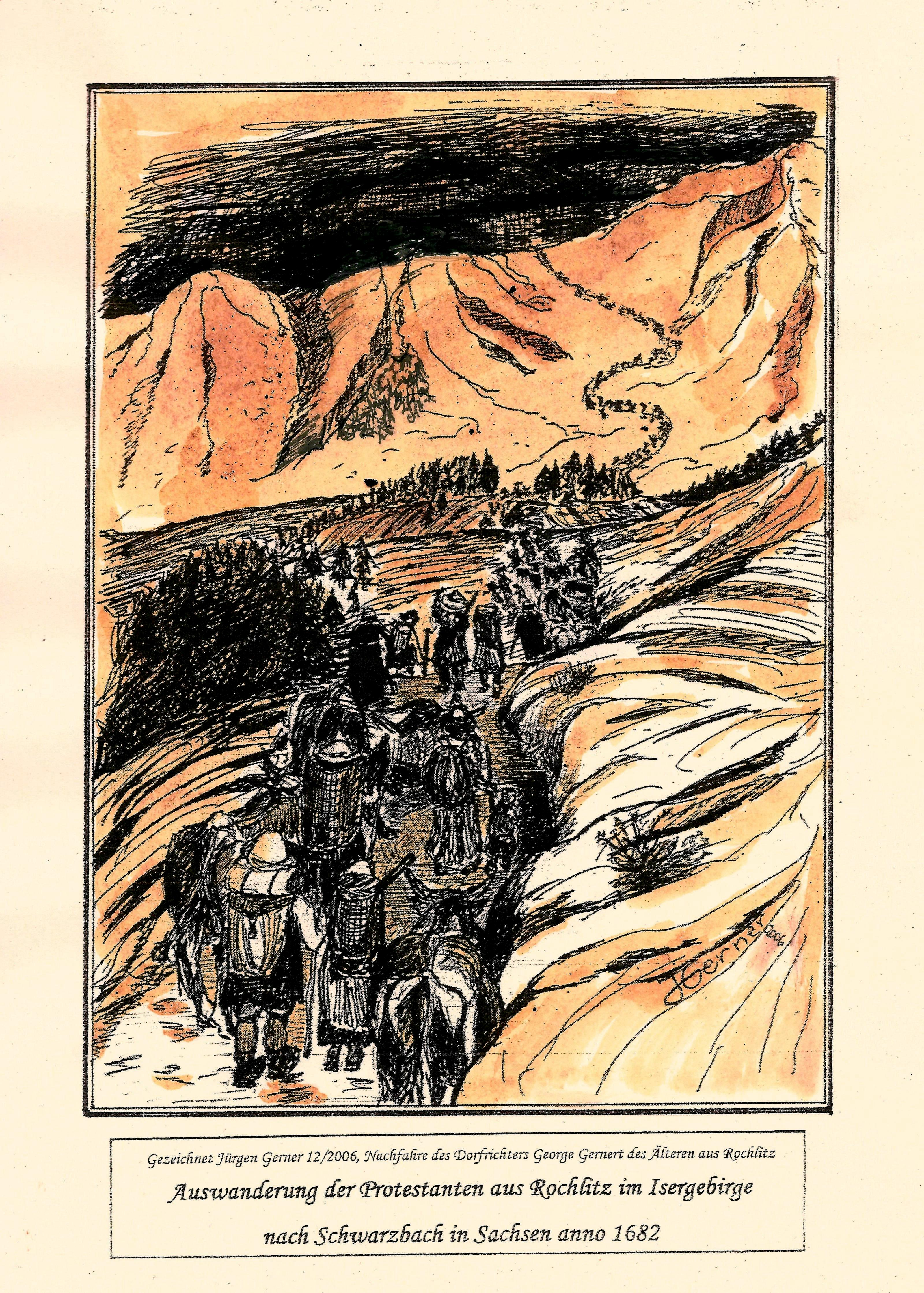
Exulantenmarsch von Böhmen nach Sachsen im Jahre 1682

Nach dem Westfälischen Frieden wurde im Reglement Cuius regio, eius religio festgeschrieben, das Untertanen die Konfession des Landesherren nicht annehmen müssen. Im benachbarten Niederschlesien blieben größere Landesteile evangelisch. Anders aber in Böhmen, der Rekatholisierungsdruck führte zur Vertreibung und zum Wegzug vieler evangelisch gläubigen Böhmen nach Sachsen. Die Exulanten wurden im Queiskreis seit 1650 aufgenommen. 1682 führte der Exulantenführer George Gernert der Jüngere dem Herrn von Uechtritz zweihundert Exulaten aus Rochlitz an der Iser zu. Der Gutsherr Caspar Christoph von Üchtritz gebot seinen Leibeigenen in seinen Dörfern Schwarzbach, Gebhardsdorf, Schwerta und Scheibe hohe Strafen zu verhängen, wenn sie die Entlaufenen nicht aufnehmen würden. So entstand auch Estherwalde als Exulantenkolonie. Die Verluste des Dreißigjährigen Krieges auf der sächsischen Isergebirgsseite wurden durch die Zuwanderung ausgeglichen. Die Estherwalder Protestanten besuchten die Kirchen in Wiesa und in Alt Gebhardsdorf. Der Ablasshändler Johann Tetzel ließ Anfang des 16. Jahrhunderts aus Dankbarkeit für die guten Ablassgeschäfte im Grenzgebiet Sachsen-Schlesien die Kapellen in Friedeberg und Gebhardsdorf mit einem Teil des für den Papst erworbenen Geldes renovieren. Die nun wieder errichtete Kirche St. Michael diente nach Annahme der Reformation als evangelisches Gotteshaus. 1536 trat der Dorfherr zur protestantischen Kirche über. Langfristig profitierten die sächsischen Herren von den handwerklich ausgebildeten Exulanten. Viele schlesische Exulanten kamen zusätzlich über die Grenze zu den Gottesdiensten nach Sachsen. Zur Glaubensausübung, durch anderen Riten der Böhmen bedingt, wurden kirchliche Regeln erlassen. Die zuständige Alt Gebhardsdorfer Kirche bestimmte, den Zeitpunkt der böhmischen Gottesdienste, diese vor dem Vormittagsgottesdienst der angestammten sächsischen Dorfbevölkerung durchzuführen. Später nach Anstieg der Bevölkerung durch Exulanten dann danach. In der Parochie Gebhardsdorf kam es nach 1720 durch neue Exulanten zu „Mißhelligkeiten“. In Gebhardsdorf wurden Exulanten vom Abendmahl ausgeschlossen, diese hielten sich alsdann an die Kirchen Niederwiesa und Gerlachsheim. So zogen 12 Familien, zusammen 60 Personen, aus Gründen der Uneinigkeit in der Glaubensausübung, wegen des Streits innerhalb der Gemeinde und der Verwürfnisse aus Gebhardsdorf fort.
Abwanderung nachfolgender Exulanten-Generationen
- Niederlausitz    Orte: Cottbus
- Brandenburg      Orte: Nowawes in Potsdam-Babelsberg, Reinickendorf in Berlin
- Niederschlesien  Orte: Primkenau, Petersdorf, Sprottischwaldau, Sprottau
- Sachsen Orte: Herrnhut, Herrnhuter Brüdergemeine und Dresden

Daraufhin führten einige verbleibende Gruppen böhmischer Exulanten ein eigenes Gemeindeleben mit geheimen Konventikel. 1728 wurden dann aus diesem Grund in der Gegend 21 Personen gefangen gesetzt. Aus verschiedenen Glaubensauffassungsgründen wurden für einige böhmische Exulanten Ortsverweise ausgesprochen: Die, welche sich nicht fügen wollten, bekamen Befehl, ihre Häuser zu verkaufen und wegzuziehen. Die Bleibenden aber versprachen, Hausgottesdienste nur noch bei ihren Predigern zu halten.... 1740 erloschen in Gebhardsdorf und seinen Exulantenkolonien die böhmische Gottesdienste. Der böhmische Prediger verließ den Ort und es blieb nur noch ein böhmischer Vorleser.

## Einwohner und Pioniere der Kolonie
- 1710 Gärtnerstellen 1 bis 6

1. Johann Knobloch
2. Jeremias Ressel
3. Jeremais Herbst
4. Tobias Apelt
5. Elias Zahn

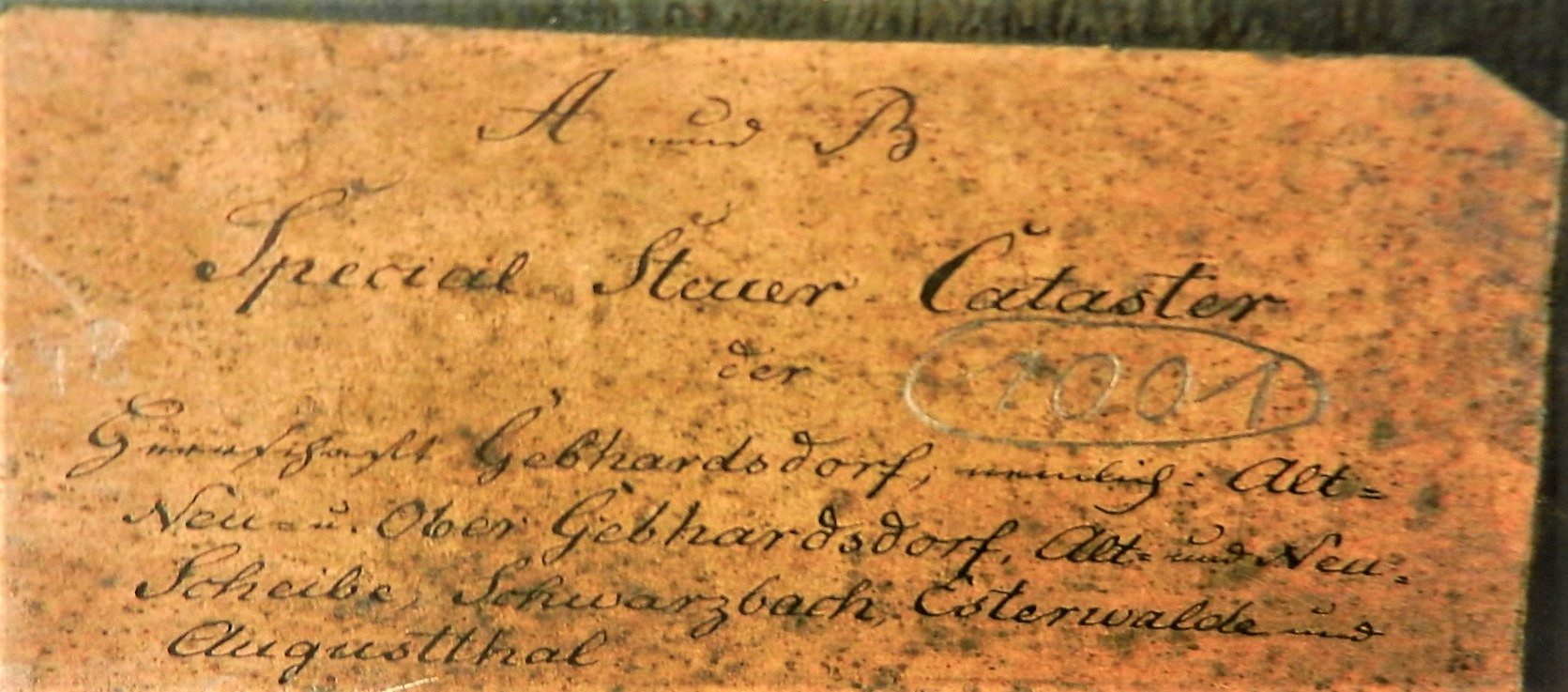
Steuerkataster von Est(h)erwalde, 19. Jhrh.

6. Georg Ullmann, 1716 Gottfried Plischke

- 1716 wurden die Stellen 31 bis 35 verkauft
- 1717 Gärtnerstellen 7 bis 13

1. Christoph Schütze
2. Mechior Weiße
3. Christian Gernert, 1722 Gottfried Gernert[3] aus Schwarzbach, Nachkommen des Primus George Gernert, des Älteren aus Rochlitz an der Iser
4. Georg Neumann
5. Christoph Herbst
6. Christoph Kloster
7. Christian Haulitschke[4]

- 1764 wohnten in Estherwalde 150 Seelen.
- 1799 besaß Estherwalde 132 Morgen Land.
- 1841 / 1844 wohnten 188 Personen im Ort, (5 katholisch).[5]